# Formula, Vol. 3
Formula, Vol. 3 è il quinto album in studio del cantante statunitense Romeo Santos, pubblicato il 1º settembre 2022.

## Tracce
1. Intro (featuring Katt Williams, Valentino Santos, Solano Santos & Alex Santos) – 1:41
2. Bebo – 3:55
3. Ayúdame – 3:44
4. Boomerang – 4:07
5. Sexo con ropa – 3:06
6. Ciudadana – 3:33
7. Mar – 3:23
8. El pañuelo (with Rosalía) – 3:54
9. 15,500 noches (with Fernando Villalona, Rubby Pérez & Toño Rosario featuring Ramon Orlando) – 4:31
10. Perro – 3:33
11. Sin fin (with Justin Timberlake) – 3:54
12. Solo conmigo – 4:14
13. Sus huellas – 3:34
14. Siri (with Chris Lebron) – 2:44
15. Skit (with Johnny Marines & ChiChi featuring MateTraxx) – 3:50
16. Me extraño (with Christian Nodal) – 3:11
17. Suegra – 3:44
18. Culpable (with Lapiz Conciente) – 2:57
19. R.I.P – 3:21
20. La última vez (with Luis Miguel Del Amargue) – 3:40
21. Nirvana – 4:37

## Classifiche
| Classifica (2022) | Posizione massima |
| ----------------- | ----------------- |
| Stati Uniti       | 10                |